# Formiga-leão
O termo formiga-leão é a designação comum aos insetos neurópteros da família dos Myrmeleontidae (Mirmeleonídeos), cujas larvas de quem o nome vulgar deriva, são providas de longas mandíbulas e se enterram no fundo de um funil cônico por elas construído na areia para capturar presas.
Também são conhecidos pelos nomes de formigão, furão, joão-torrão, mirmeleão, piolho-de-urubu e tatuzinho.
Apesar do nome vulgar, estes insetos não pertencem ao grupo das formigas.

## Características
São insetos de distribuição neotropical; pertencem à ordem Neuropta, que são todas predadoras tanto na fase larval quanto na adulta.
Mede 4 cm de comprimento 8 cm de envergadura, possuem antenas filiformes. O adulto possui dois pares de asas, que quando paradas, cobrem o corpo como um abrigo. Voa apenas ao anoitecer ou à noite. A larva da formiga-leão pode jejuar durante oito meses, e a ninfa se torna adulta em um mês. A vida de um formiga-leão adulta é muito curta: vai da primavera ao outono.

## Fase larval

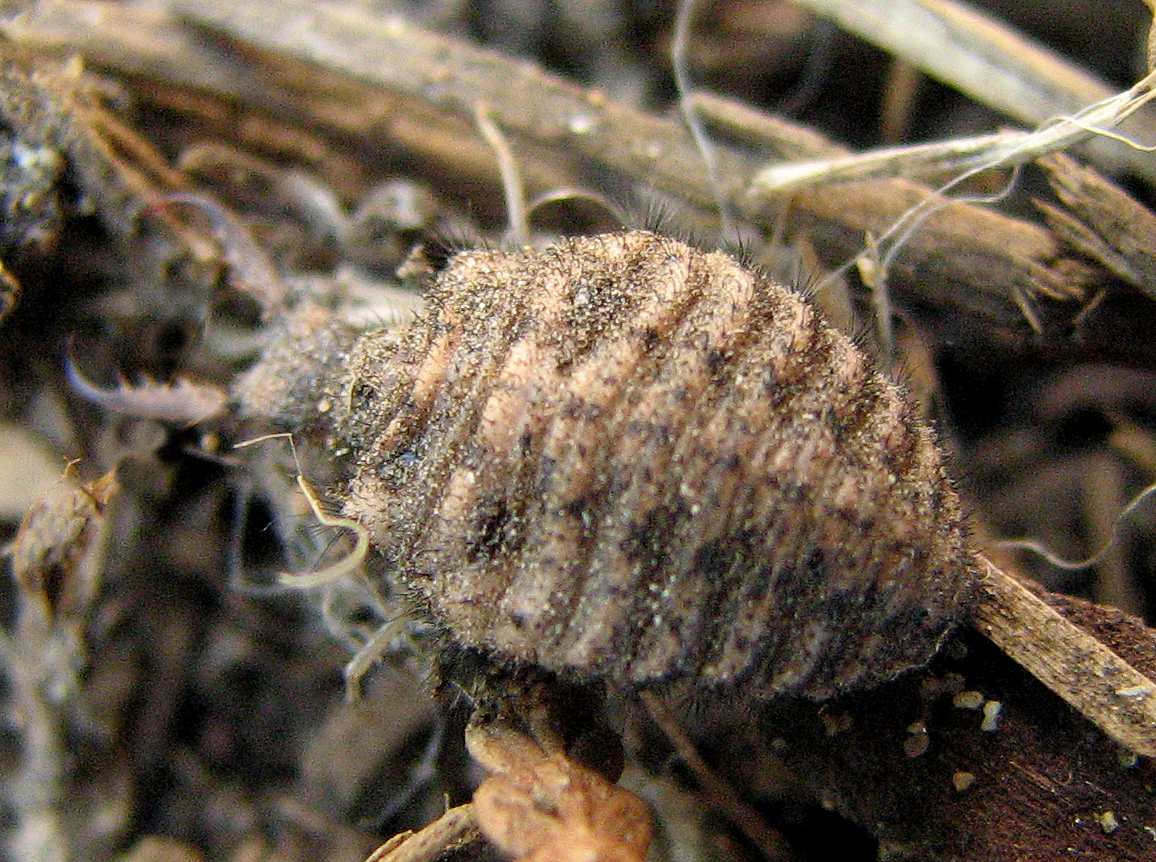
Larva madura (ninfa) de Myrmeleon immaculatus

O nome formiga-leão deriva da larva do inseto.
Suas armadilhas levam as presas a ficarem tentando sair do funil que constrói como armadilha, ocasião em que estas arremessam-lhe partículas visando que caia até o fundo quando então realizam o ataque, injetando a saliva digestiva com as mandíbulas, com as quais manipula as presas a fim de enfraquecê-las e enterrá-las.

### Armadilhas

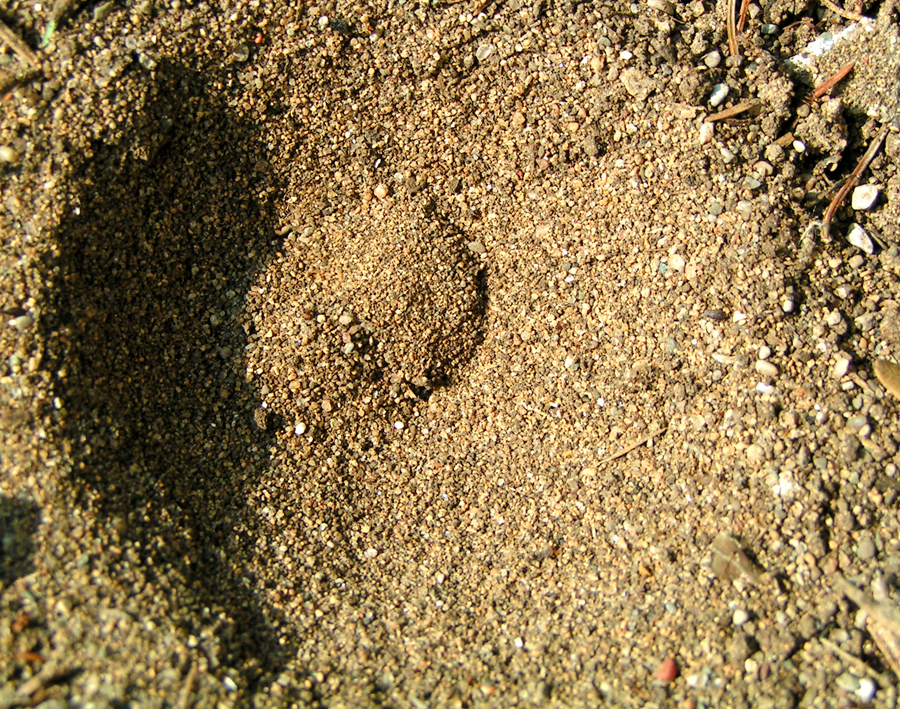
Armadilha da formiga-leão.

As larvas da formiga-leão tem por principal característica a construção de uma armadilha em terrenos arenosos, no formato de funil, que servem para capturar o alimento; influem principalmente na escolha do solo para a construção dos funis, além do solo arenoso, o tamanho das partículas, a possibilidade de perturbação do meio, a disponibilidade de presas, a temperatura do solo e a "densidade coespecífica", e é comum que construam os funis sob plantas, pedras ou troncos onde ficam protegidas da chuva, sol ou pisoteio - embora não raro possam ser encontrados longe de qualquer desses meios de proteção.
O diâmetro dessas armadilhas varia entre 2 a 5 cm, a depender do tamanho da larva e ainda da presença de umidade; assim, à medida em que a larva cresce necessita de mais alimentos, de forma que estudos apontam para a relação entre o tamanho da armadilha e o comprimento da larva.
A distribuição das armadilhas revela a competição entre as larvas e podem apresentar equidistância entre elas, e o aumento no tamanho da armadilha parece aumentar também sua eficácia, uma vez que a possibilidade pegar mais presas e de maior tamanho aumenta. Também a presença de várias armadilhas próximas permite que, por resultado de "efeito de ricochete", a captura se torne facilitada quando a presa passa por várias armadilhas e, assim, fica mais enfraquecida - o que permitiria que larvas menores tenham sucesso embora com armadilhas pequenas.

## Gêneros

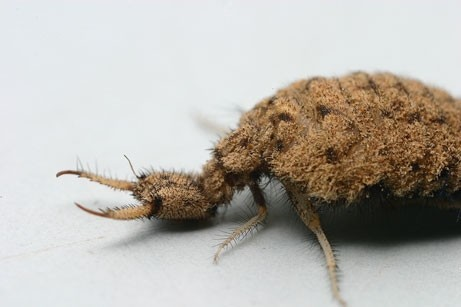
Uma larva; o termo formiga-leão é uma referência ao estado larval do inseto

- Glenurus
- Dendroleon
- Brachynemurus
- Vella
- Myrmeleon
- Paranthaclisis
- Euptilon
- Scotoleon

## Referência
- «BugGuide»

1. ↑  Infopédia. «formiga-leão | Dicionário Infopédia da Língua Portuguesa». infopedia.pt - Porto Editora. Consultado em 18 de outubro de 2022
2. ↑  Infopédia. «Mirmeleonídeos | Dicionário Infopédia da Língua Portuguesa». infopedia.pt - Porto Editora. Consultado em 18 de outubro de 2022
3. 1 2 3 4 5  Bráulio A. Santos; Fernanda Werneck; Paula K. Lira; Sidclay C. Dias; Valentina Carrasco (2004). «Morte na Areia: Eficiência de Subjugação de Presas em Larvas de Formiga-Leão (Neuroptera: Myrmeleontidae)» (PDF). inpa.gov.br. Consultado em 2 de março de 2020. Cópia arquivada em 2 de março de 2020
4. ↑  S.A, Priberam Informática. «formiga-leão». Dicionário Priberam. Consultado em 18 de outubro de 2022
5. ↑  «Formiga-leão». Michaelis On-Line. Consultado em 18 de outubro de 2022
6. ↑  «Piolho-de-urubu». Michaelis On-Line. Consultado em 18 de outubro de 2022
7. 1 2  Lucas P. de Medeiros (2015). «O "efeito de ricochete" aumenta o sucesso de captura de presas por larvas de formiga-leão (neuroptera: myrmeleontidae)» (PDF). USP. Consultado em 2 de março de 2020. Cópia arquivada em 2 de março de 2020
8. ↑  Tatiane do N. Lima; Rogério R. Faria (2007). «Seleção de microhabitat por larvas de formiga-leão Myrmeleon brasiliensis (Návas) (Neuroptera: Myrmeleontidae), em uma Reserva Florestal, Aquidauana, MS». Neotropical Entomology, vol.36 no.5 Londrina. Consultado em 28 de fevereiro de 2020. Cópia arquivada em 28 de fevereiro de 2020